# 尼尔斯·施梅勒
尼尔斯·施梅勒（德語：Nils Schmäler；1969年11月10日—）是一名德国退役足球运动员，司职后卫。他在德甲效力了六个赛季，曾效力于斯图加特和特雷斯登戴拿模。他的双胞胎兄弟奥拉夫·施梅勒也曾是职业足球运动员。2008年，他担任曼联球探。

## 荣誉
VfB斯图加特
- 欧洲联盟杯决赛：1989
- 德甲：1992